# Amara Karan

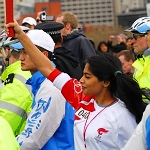
Amara Karan während des olympischen Fackellaufs 2008

Amara Karunakaran (* 1984 in London), bekannt als Amara Karan, ist eine britische Schauspielerin.

## Leben und Werdegang
Karan ist die Tochter tamilisch-sri-lankischer Eltern, die zwei Jahre vor der Geburt ihrer Tochter aus Sambia nach England emigrierten. Sie wuchs im Londoner Stadtteil Wimbledon auf und besuchte dort die reine Mädchenschule Wimbledon High School.
Danach absolvierte sie in Oxford ein Studium der Wirtschafts- und Politikwissenschaften und arbeitete nach ihrem Abschluss als Investmentbankerin. Während ihres Studiums am St Catherine‘s College an der University of Oxford spielte sie in mehreren Theaterstücken mit und bekam erste lobende Erwähnungen von der Kritik. Außerdem führte sie Regie in einem Kurzfilm, in welchem sie mitspielte, für den sie das Buch schrieb und den sie selber produzierte. Auf einem Kurzfilmwettbewerb belegte der Film den zweiten Platz.
Während einer Ausbildung zur Schauspielerin wurde sie für den Film Darjeeling Limited gecastet und spielte dort ihre erste Filmrolle neben Owen Wilson und Oscar-Preisträger Adrien Brody. Ihre Darstellung der Zugbegleiterin Rita wurde unter anderen von Time und Variety lobend erwähnt.
Ihre zweite Filmrolle hatte Karan im englischen Film Die Girls von St. Trinian.

## Filmografie
- 2007: By Myself (Kurzfilm)
- 2007: Darjeeling Limited (The Darjeeling Limited)
- 2007: Die Girls von St. Trinian (St. Trinian’s)
- 2008: Agatha Christie’s Poirot – Die Katze im Taubenschlag (Cat Among the Pigeons, Fernsehfilm)
- 2009: King Jeff (Kurzfilm)
- 2009: Harmonica Swing (Kurzfilm)
- 2009: Suspended Animation (Kurzfilm)
- 2011: The Task
- 2011: Doctor Who (Fernsehserie, Folge 6x11 - The God Complex)
- 2011–2012: Der Jäger - Geld oder Leben (Kidnap and Ransom, Fernsehserie, 5 Folgen)
- 2012: All in Good Time
- 2012: Die fürchterliche Furcht vor dem Fürchterlichen (A Fantastic Fear of Everything)
- 2013: Ambassadors (Miniserie)
- 2016–2018: Stan Lee’s Lucky Man (Fernsehserie, 26 Folgen)
- 2016: The Night Of – Die Wahrheit einer Nacht (The Night Of, Miniserie, 6 Folgen)
- 2017: Mein Bester & Ich (The Upside)
- 2017: Bancroft (Fernsehserie, 4 Folgen)
- 2018: The Death and Life of John F. Donovan
- 2019: Twilight Zone (Fernsehserie, eine Folge)
- 2021: Inspector Barnaby
- 2021–2022: Hope Street (Fernsehserie, 9 Folgen)
- 2022: Moonhaven (Fernsehserie, 6 Folgen)
- 2023: Culprits (Miniserie, 4 Folgen)
- 2023: T.1.M.